# اريك رييس
اريك رييس (بالإنجليزية: Eric Reyes)‏ (13 مارس 1992 بهوليوود في الولايات المتحدة - ) هو لاعب كرة قدم أمريكي في مركز حراسة المرمى. شارك مع منتخب بورتوريكو لكرة القدم. أما مع النوادي، فقد لعب مع Bayamón Fútbol Club ‏.

## وصلات خارجية
- اريك رييس على موقع الاتحاد الدولي (مؤرشف)  (الإنجليزية)
- اريك رييس على موقع قاعدة بيانات كرة القدم.إي يو (الإنجليزية)
- اريك رييس على موقع ناشيونال فوتبول تيمز (الإنجليزية)